# Gladstone Road
Die Gladstone Road ist eine Fernstraße im Nordosten des australischen Bundesstaates Tasmanien. Sie verbindet die Waterhouse Road (B82) in Gladstone mit dem Tasman Highway (A3) in Herrick.

## Verlauf
In Gladstone schließt die Gladstone Road an die von Westen kommende Waterhouse Road an und führt nach Südwesten, am Mount Cameron vorbei, bis zu ihrem Endpunkt in der Siedlung Herrick am Tasman Highway.

## Bedeutung
Die Gladstone Road vermittelt die Zufahrt zur äußersten Nordostecke von Tasmanien und zum Mount-William-Nationalpark (von Gladstone aus).